# وقواق أسود المنقار

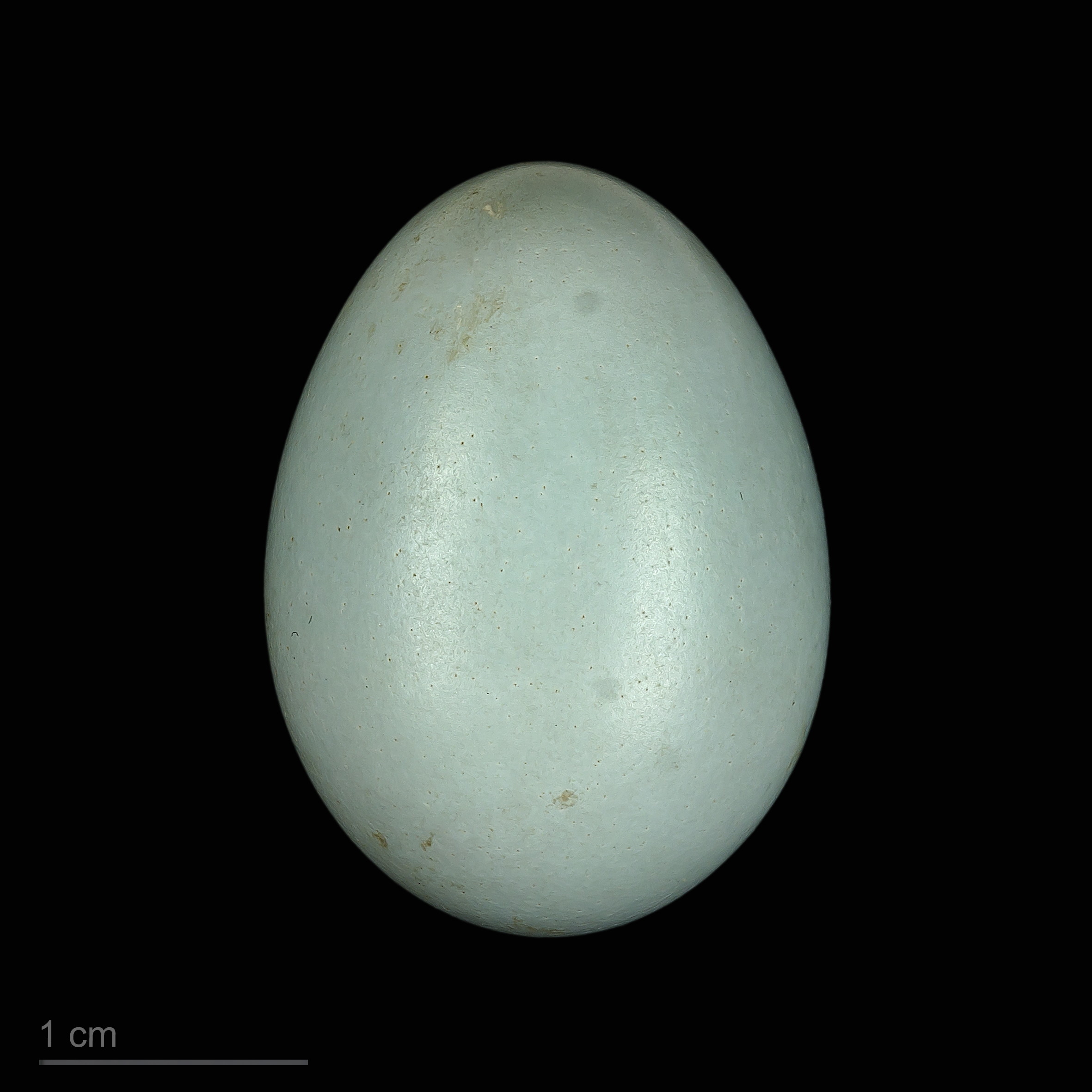
Coccyzus erythropthalmus

وقواق أسود المنقار (الاسم العلمي: Coccyzus erythropthalmus) هو نوع من فصيلة وقواق.